# Pueblo abaskul
El pueblo abaskul es un subgrupo de la etnia somalí, emparentado con los ogaden o ogadeni. Sus comunidades se encuentran diseminadas por los montes Harar, en el sureste de Etiopía, región Somalí. Se organizan en clanes siendo los más importantes el yusfu, el yibrailah y el warra dig. Consiguen su sustento a partir de la plantación de café y algodón, así como con la práctica de una ganadería trashumante caprina y de camellos.
Dentro de la etnia somalí se les conoce como somalíes occidentales junto a los más de 2.000.000 de personas de este grupo diseminado por toda Etiopía.

## Historia

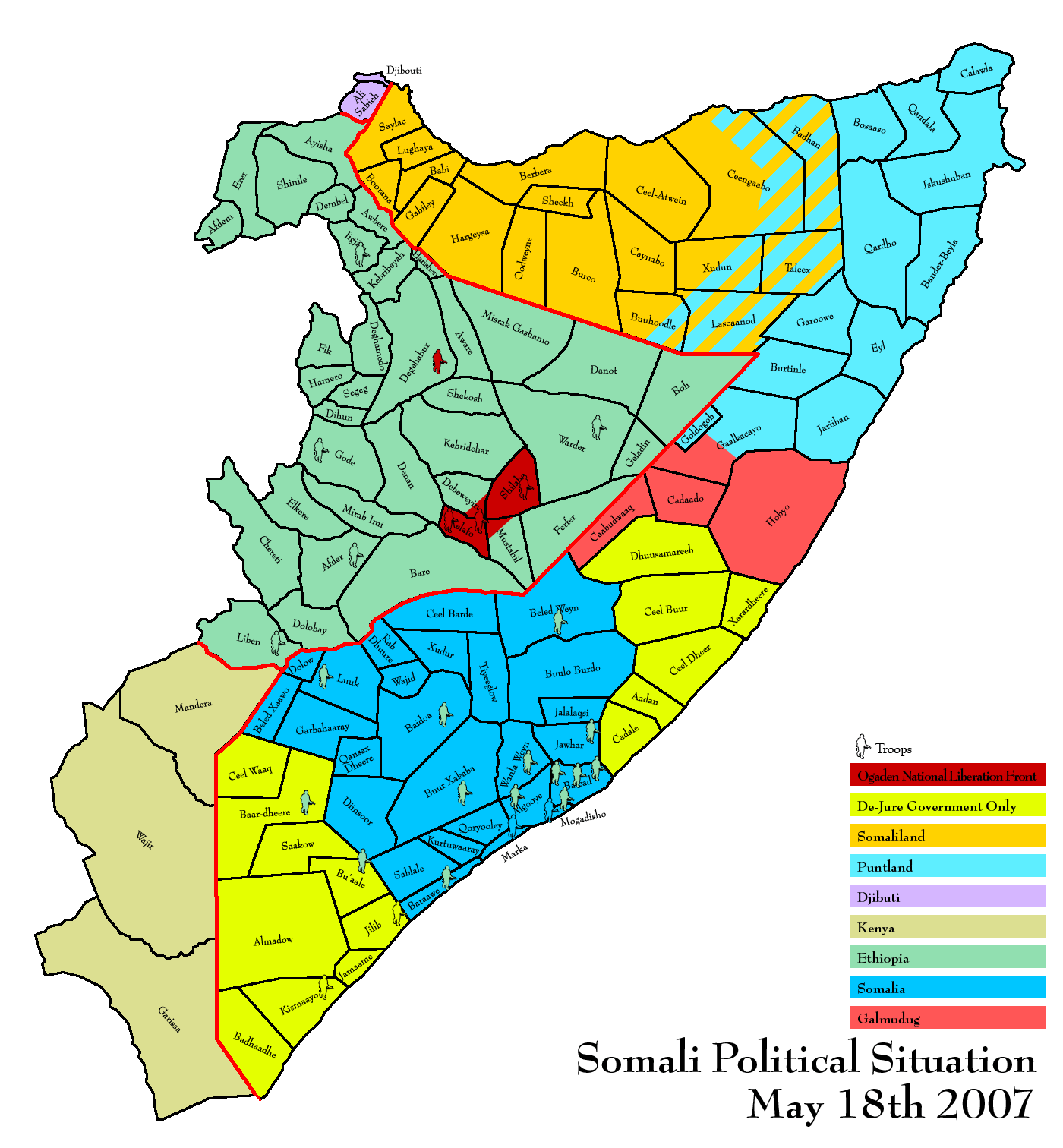
Territorios habitados por los somalíes.

Los somalíes aparecieron por primera vez en el Cuerno de África alrededor del 1200 d. C. y comenzaron a expandirse hacia el oeste y el sur unos 150 años después. Se convirtieron al islam alrededor de 1550, bajo la influencia de los comerciantes árabes que se habían establecido a lo largo de la costa de la actual Somalia. En 1650, se desplazaron a Etiopía.
La región de Ogadén está habitada por una amplia mayoría de personas de la etnia somalí, próximo al 95% de toda la población. Aunque en territorio etíope la identidad de la etnia está más vinculada al pueblo somalí. El antagonismo entre identidad de los somalíes y la soberanía de Etiopía derivó en la llamada guerra Ogaden, en los años setenta del siglo XX, cuando Somalia invadió Etiopía, en apoyo a las guerrillas locales.

## Religión
Cerca del 98% de la población del territorio de Ogaden es musulmana.

## Sociedad
Los nómadas o pastores trashumantes viven en chozas portátiles hechas de ramas de madera cubiertas con esteras de hierba. Son fácilmente plegables para que puedan cargarse en animales de carga y moverse junto con los rebaños. Su dieta incluye leche, carne y frutos silvestres. Los granjeros sedentarios viven en chozas redondas y permanentes de dos a tres metros de altura. Tienen una dieta más variada, que incluye maíz, frijoles, arroz, huevos, aves, plátanos, dátiles, mangos y té.

## Bibliofrafía
- Cortés López, José Luis (2009). Diccionario histórico-etnográfico de los pueblos de África. Madrid, España: Mundo Negro. ISBN 9788472952102. OCLC 608095847.
- Cortés López, José Luis (2006). Pueblos y culturas de África : (etnohistoria, mito y sociedad). Madrid, España: Mundo negro. ISBN 9788472951709. OCLC 758992488.
- Hamed, et al, José Luis (2005). Guía del mundo 2005-2006 : el mundo visto desde el sur.. Montevideo, Uruguay: Instituto del Tercer Mundo. ISBN 9788489743397. OCLC 1232454288.

- Datos: Q65434085